# Desertum fecerunt et pacem appellaverunt
Desertum fecerunt et pacem appellaverunt, alla lettera "fecero un deserto e lo chiamarono pace", è un'espressione tradizionale che ricalca, molto liberamente, quella tratta dal discorso di Calgaco, re dei Caledoni, nel De Agricola di Tacito, e riferita alla posizione dei Britanni nei confronti dei Romani: Ubi solitudinem faciunt, pacem appellant. 

## Storia
Fu largamente usata dal Movimento studentesco per contestare la guerra in Vietnam e poi contro i rettori che si opponevano alle occupazioni degli atenei. Successivamente si usa in tutti i casi in cui chi detiene il potere desidera soffocare ogni tipo di reazione o di critica.